# VPRO's Spek & Bonen Show
VPRO's Spek & Bonen Show (voorheen De Staat van Verwarring) was een absurd humoristisch televisieprogramma en werd uitgezonden door de publieke omroep VPRO op Nederland 3. De presentatie was in handen van Pieter Jouke en Ronald Snijders. Het programma werd geproduceerd door CCCP in samenwerking met Stichting Absurd Nederland. 

## De Staat van Verwarring
Van 4 september 2006 tot en met 2 februari 2007 heette het programma De Staat van Verwarring. Vaste elementen in dit programma waren: interviews met gasten, filmpjes van internet, door het programma zelfgemaakte korte humoristische filmpjes en de kijkersvraag waarbij kijkers zelf de betekenis van een neologisme dienen te verzinnen. Het programma was vaak experimenteel. Zo was er bijvoorbeeld een aflevering waarin alles achterstevoren aan bod kwam (van aftiteling naar begingeneriek) en een andere keer werd er het volledige programma op fluistertoon gesproken.
De Staat van Verwarring werd in eerste instantie uitgezonden rond 12 uur 's nachts; wegens tegenvallende kijkersaantallen werd de uitzendtijd eind januari 2007 verplaatst naar een later tijdstip rond 1 uur 's nachts, na de herhaling van De Wereld Draait Door.

## Spek & Bonen Show
Vanaf 5 februari 2007 werd een nieuw format gelanceerd, met dezelfde presentatoren, maar nu in de vorm van een "talkshowquiz" met twee deelnemers aan wie vragen worden gesteld rond een bepaald thema. Hierin komen eigenlijk de meeste onderdelen van het oude format terug: interviews met gasten, filmpjes van internet, en de neologisme-kijkersvraag. De naam van het programma was nu VPRO's Spek & Bonen Show.
Op 8 maart 2007 was de allerlaatste uitzending en werd het programma definitief van de buis gehaald.

## Boijmans in Staat van Verwarring

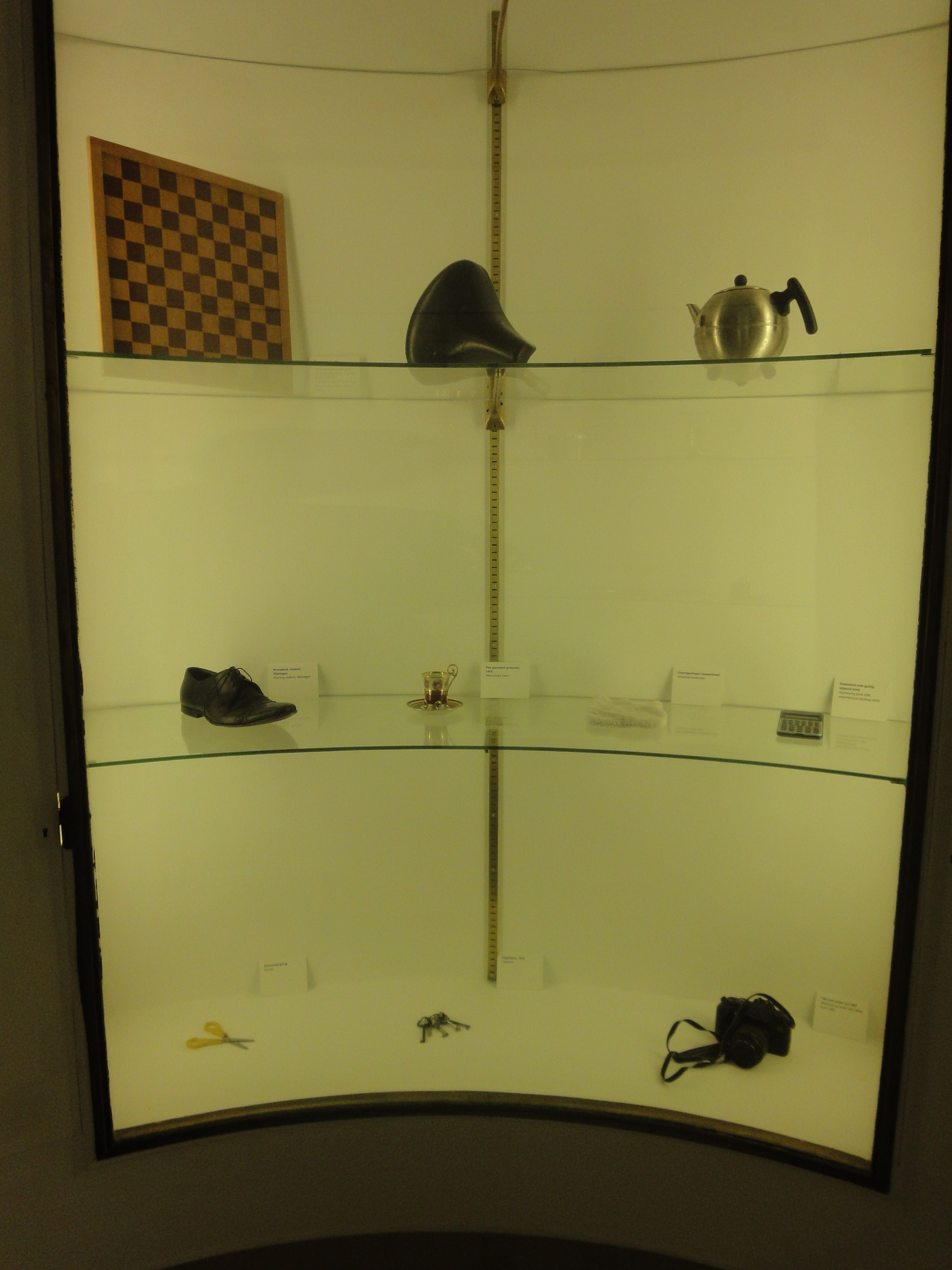
Vitrinekast bij Boijmans in Staat van Verwarring

Na jaren van de buis te zijn geweest keerde De Staat van Verwarring begin 2012 terug met een expositie in het Museum Boijmans Van Beuningen. Hierin werd door het vertrouwde duo het museumwezen op de hak genomen door verwarrende bordjes en rare vitrines.